# 통영시의 행정 구역
통영시의 행정 구역은 2011년 6월 30일을 기준으로 통영시는 1개의 읍에, 6개의 면이 있고, 17개의 법정동에 167통이 있다. 인구는 57,515세대, 140,346명의 가지고 있으며, 면적은 238.85km2이다.

## 지도

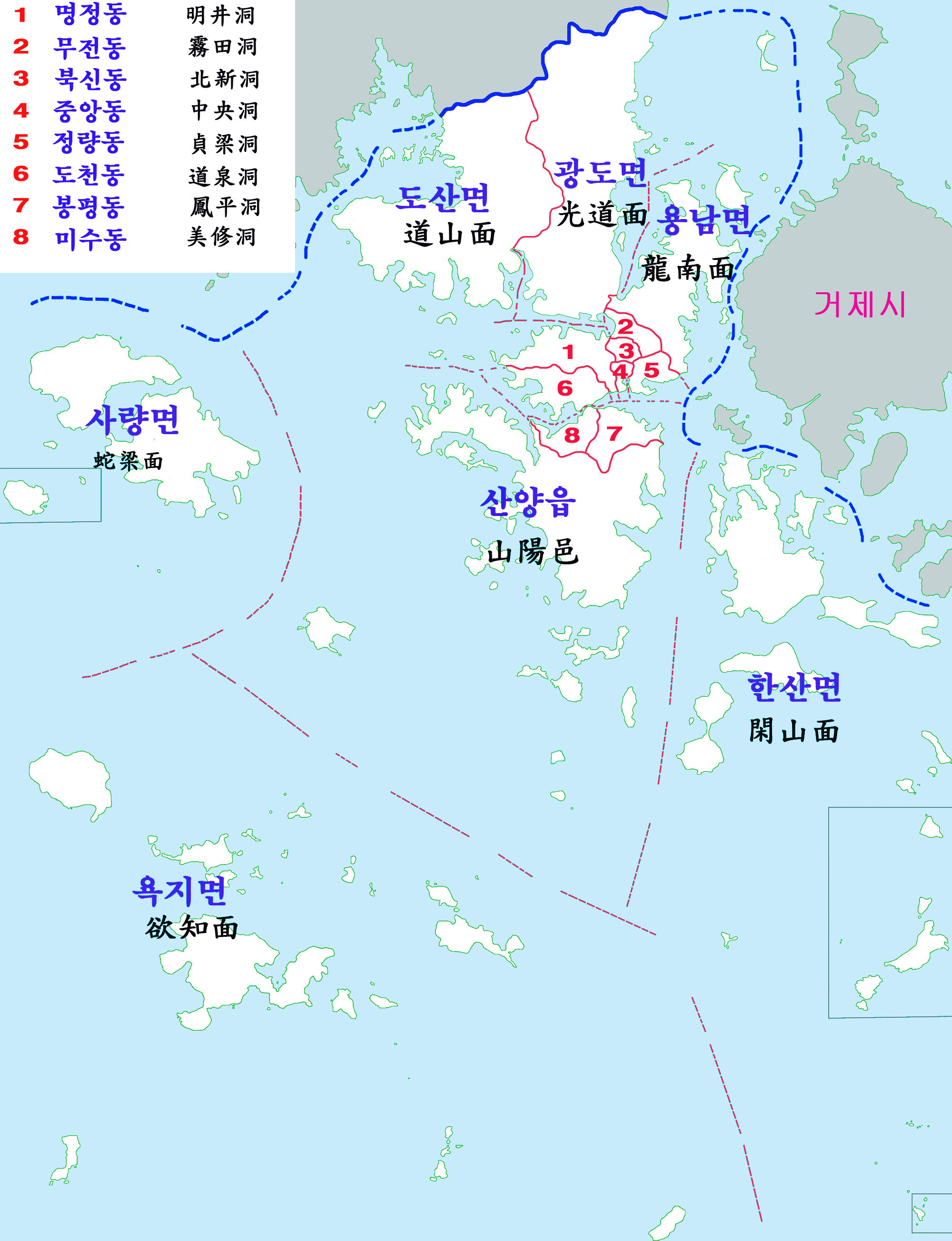
통영시 행정구역 지도

## 행정 구역
| 이름   | 한자   | 인구(명) | 면적(km2) | 법정동 |
| ------ | ------ | -------- | --------- | --- |
| 산양읍 | 山陽邑 | 5116     | 39.54     | 영운리(永運里), 신전리(新田里), 미남리(彌南里), 연화리(延和里), 삼덕리(三德里), 남평리(藍坪里), 풍화리(豊和里), 곤리리(昆里里), 추도리(楸島里), 저림리(楮林里), 연곡리(烟谷里) |
| 용남면 | 龍南面 | 13611    | 16.93     | 동달리(東達里), 원평리(院坪里), 화삼리(花三里), 장평리(長坪里), 삼화리(三和里), 장문리(章門里), 지도리(紙島里), 어의리(於義里)                                                 |
| 도산면 | 道山面 | 3203     | 38.56     | 원산리(院山里), 도선리(道善里), 법송리(法松里), 관덕리(貫德里), 오륜리(五倫里), 저산리(猪山里), 수월리(水月里)                                                                 |
| 광도면 | 光道面 | 28688    | 40.59     | 황리(黃里), 안정리(安井里), 덕포리(德浦里), 우동리(牛洞里), 노산리(魯山里), 죽림리(竹林里), 용호리(龍湖里)                                                                     |
| 욕지면 | 欲知面 | 2080     | 23.87     | 동항리(東港里), 서산리(西山里), 두미리(頭尾里), 연화리(蓮花里), 노대리(老大里)                                                                                                 |
| 한산면 | 閑山面 | 2191     | 30.20     | 두억리(頭億里), 염호리(濂湖里), 창좌리(倉佐里), 하소리(荷所里), 추봉리(秋蜂里), 용호리(龍虎里), 비진리(比珍里), 매죽리(每竹里)                                                 |
| 사량면 | 蛇梁面 | 1581     | 26.97     | 금평리(琴坪里), 돈지리(敦池里), 읍덕리(邑德里), 양지리(良池里) |
| 도천동 | 道泉洞 | 10851    | 1.44      | 도천동(道泉洞), 당동(堂洞), 인평동(仁坪洞), 평림동(坪林洞) (일부) |
| 명정동 | 明井洞 | 3698     | 3.96      | 명정동(明井洞), 서호동(西湖洞), 평림동(坪林洞) (일부) |
| 중앙동 | 中央洞 | 5135     | 0.67      | 중앙동(中央洞), 항남동(港南洞), 문화동(文化洞), 태평동(太平洞) |
| 정량동 | 貞梁洞 | 10684    | 1.93      | 정량동(貞梁洞), 동호동(東湖洞) |
| 북신동 | 北新洞 | 9558     | 1.06      | 북신동(北新洞) |
| 무전동 | 霧田洞 | 15312    | 1.84      | 무전동(霧田洞) |
| 미수동 | 美修洞 | 13153    | 2.48      | 미수동(美修洞) |
| 봉평동 | 鳳平洞 | 12768    | 1.69      | 봉평동(鳳平洞), 도남동(道南洞) |
| 합계   | 합계   | 137626   | 238.85    | - |

## 연혁
- 삼한시대 변한 12국 중 고자미동국(古資彌凍國, 현 고성)에 속함.
- 가야시대 6가야 중 소가야(현 고성)에 속함.
- 삼국시대 포상팔국 중 고자국(古自國, 혹은 古史浦)에 속함.
- 신라시대 고자군(현 고성)을 설치함.
- 742년∼764년 고자군을 고성군(固城郡)으로 개칭함.
- 757년 고성군이 9주중 강주(康州, 현 진주)에 속함.

### 고려시대
- 995년 산남도(山南道)의 고주자사(固州刺使, 固城縣이 승격됨)에 속함.
- 1018년 거제현에 속함.
- 1275년∼1308년 남해현에 병합되었다가 다시 복귀됨.

### 조선시대
- 1604년 삼도수군통제영을 거제현 두룡포(현 통영시)로 옮겨와 설치함.
- 1617년 두룡포가 고성현에 이속되어 춘원면이라 개칭함.
- 1869년 춘원면의 호적관계 분규로 이듬해에 고성부치를 통영성 내로 옮김.
- 1872년 고성군 춘원면으로 복귀함.
- 1895년 통제영을 폐함.
- 1896년 고성지방대를 설치함(1907년 폐대)
- 1900년 진남군을 설치함(통제영터 전역과 고성군의 도선면,광이면,광삼면, 거제군의 한산도, 가좌도)
- 1909년 용남군으로 개칭함.

### 일제시대
- 1914년 4월 1일 용남군과 거제군을 통합하여 통영군을 설치하였다.

15면 - 통영면, 산양면, 광도면, 도산면, 원량면, 한산면, 이운면, 거제면, 동부면, 둔덕면, 사등면, 연초면, 일운면, 장목면, 하청면
- 1917년 통영면의 시가지를 제외한 동부 10개 리를 용남면으로 분면하고, 서부 당동리, 인평리, 평림리 등 3개 리를 산양면에 편입하였다.
- 1931년 4월 1일 통영면이 통영읍으로 승격하였다.
- 1935년 10월 1일 이운면이 장승포읍으로 승격하였다.
- 1939년 4월 1일 산양면 미수리, 봉평리, 도남리, 당동리, 인평리, 평림리를 통영읍에 편입하였다.

### 대한민국
- 1953년 1월 1일 통영군 일부를 거제군으로 분리하였다.

| 법률 제271호                                                            |                                                                         |
| 구 행정구역                                                             | 신 행정구역                                                             |
| 통영군 장승포읍,거제면,동부면,둔덕면,사등면,연초면,일운면,장목면,하청면 | 거제군 장승포읍,거제면,동부면,둔덕면,사등면,연초면,일운면,장목면,하청면 |
- 1955년 6월 29일 원량면이 사량면과 욕지면으로 분리하였다.
- 1955년 9월 1일 통영읍 일원이 충무시로 승격하여 통영군과 분리되었다.

| 법률 제373호       | |
| 구 행정구역        | 신 행정구역 |
| 통영군 통영읍 일원 | 충무시 도천동,서호동,동호동,명정동,항남동,중앙동,문화동,태평동,정량동,북신동,평림동,인평동,당동,미수동,봉평동,도남동 |
- 1967년 5월 29일 광도면에 안정출장소를 설치하였다.
- 1973년 7월 1일 용남면 무전리를 충무시에 편입하였다.
- 1985년 12월 18일 북신동을 북신동과 무전동으로 분동하였고, 인평1동과 인평2동을 인평동으로 합동하였다.
- 1995년 1월 1일 충무시와 통영군을 통합하여 통영시를 설치하였다.
- 1995년 3월 1일 산양면을 산양읍으로 승격하였다.
- 1995년 5월 1일 중앙동과 문화동을 문화동으로, 평림1동과 평림2동을 평림동으로, 도남1동과 도남2동을 도남동으로 합동하였다.
- 1998년 1월 1일 서호동과 구 평림2동 및 명정동을 명정동으로, 항남동과 문화동 및 태평동을 중앙동으로, 동호동과 정량동을 정량동으로, 인평동과 구 평림1동을 인평동으로, 당동과 도천동을 도천동으로 합동하였다.
- 1999년 8월 16일 광도면 안정출장소를 폐지하였다.
- 2010년 12월 31일 도천동과 인평동을 도천동으로, 미수1동과 미수2동을 미수동으로, 봉평동과 도남동을 봉평동으로 합동하였다.